# Stygobromus donensis
Stygobromus donensis is een vlokreeftensoort uit de familie van de Crangonyctidae. De wetenschappelijke naam van de soort is voor het eerst geldig gepubliceerd in 1919 door Martynov.